# T.N.T. for the Brain
T.N.T. for the Brain е вторият сингъл от третия студиен албум „Le Roi Est Mort, Vive Le Roi!“ на немската ню ейдж/електронна група Енигма. Песента е издадена на 17 февруари 1997 от Virgin Records/EMI. Това е втората от единствените две песни издадени от този албум, като първата е „Beyond the Invisible“.

## Песни
- Сингъл с 2 песни:

1. Radio Edit – 4:00
2. Instrumental Mix – 4:07

- Сингъл с 3 песни:

1. Radio Edit – 4:00
2. Instrumental Mix – 4:07
3. Midnight Man Remix – 5:56

- Сингъл с 4 песни:

1. Radio Edit – 4:00
2. Midnight Man Remix – 5:56
3. Album Version – 4:34
4. Instrumental Mix – 4:07